# Carl Johan Wachtmeister
Carl Johan Wachtmeister (ur. 1 lutego 1903 w Skövde, zm. 22 maja 1993 w Sztokholmie) – szwedzki oficer i szermierz, srebrny medalista mistrzostw świata.
Podczas mistrzostw świata w Lozannie w 1935 roku (oficjalnie imprezy tego cyklu rozgrywane są pod tą nazwą od 1937) Szwedzi w składzie: Gustav Almgren, Hans Drakenberg, Gustaf Dyrssen, Carl Gripenstedt, Bertil Uggla i Carl Johan Wachtmeister zdobyli brązowy medal w szpadzie drużynowej.
Na igrzyskach olimpijskich w Berlinie w 1936 roku wystartował w turnieju szabli drużynowej, w którym Szwedzi odpadli w ćwierćfinałach. Był to jego jedyny start olimpijski.
Posiadał tytuł grafa (szw. greve). Był zawodowym wojskowym, osiągnął stopień pułkownika. Ukończył szkoły wojskowe Militärhögskolan Karlberg i Kungliga Krigshögskolan, w latach 1942-1950 był adiutantem króla Gustawa V. Odznaczony między innymi: Orderem Danebroga, Orderem Świętego Olafa, Orderem Korony Tajlandii, Orderem Miecza, Orderem Gwiazdy Polarnej i Orderem Wazów.